# Audru
Audru - okręg miejski w Estonii, w prowincji Pärnu, ośrodek administracyjny gminy Audru.